# 舘川範雄
舘川 範雄（たてかわ のりお、1966年9月19日 - ）は、日本の放送作家。浅井企画所属。愛称はタッチー、タテノリなど。

## 来歴・人物
高校生の時、『ザ・欽グルスショー』（TBSラジオ）からコサキンの番組にはがき投稿を始める。大学は東洋大学に進学。大学生時代、『スーパーギャング・コサキン無理矢理100%』の1986年頃の当時は7割という高採用率を誇った。そのようなことからスタッフに誘われ、1987年4月に『コサキン無理矢理100％』と『TOKYOベストヒット』（ニッポン放送）の本番に呼ばれる形で作家としてデビューした。しかしすぐにはブースの中には入れてもらえず、台本の書き方もわからないのでまずは『ゴミ箱から拾った先輩の原稿のコピーを真似して書いていた』状態だったという。
その後コサキンのラジオ番組で先輩作家の鶴間政行、舘川と同じくリスナーから放送作家になった有川周一、楠野一郎とあわせて『アタック隊』（4人の名前の頭文字をとった名前）とリスナーから呼ばれていた（楠野は1995年にコサキンから離れた）。現在もその『コサキンDEワァオ!』の他、テレビ、ラジオで多くの番組の構成を担当。ラジオでは奥居香、谷村有美、TM NETWORKらアーティスト、ミュージシャンの番組の担当となった他、テレビでも音楽番組を担当している。
コサキンのラジオ番組では有川、楠野と共に時々リスナーの投稿ネタにもされている。『コサキンコント劇場』のコーナーでは小堺一機、関根勤の二人のコントの台本を手掛ける（関根のユニ、ユニのセリフが印象的な「ユニーク関根のユニークモーニング」など）。挨拶と笑い声以外ではあまり話さず裏方に徹する。二人からファッションセンスが良く、かっこいいと言われることをからかわれている他、過去に女性からひどい扱いをされた事で恋愛に消極的になってしまい、これをネタにされたこともある。
番組の構成だけでなく、『カンコンキンシアター』や、『小堺一機のコミック君』、ホンジャマカ、キャイ〜ン、あさりど、国分太一『地球ゴージャス』の脚本の執筆、または演出も務めている。
2013年4月1日、カンコンキンシアター女優の中村英香と入籍。

## 主な担当番組

### テレビ
- びっくり法律旅行社（NHK）
- 頭がしびれるテレビ（NHK）
- 所さんのまっかなテレビ （日本テレビ）
- 音楽戦士 MUSIC FIGHTER （日本テレビ）
- ハッピーMusic（日本テレビ）
- ミュージックドラゴン（日本テレビ）
- Music Lovers （日本テレビ）
- LIVE MONSTER（日本テレビ）
- ものまねバトル☆CLUB （日本テレビ）
- メレンゲの気持ち （日本テレビ）
- エンタの神様 （日本テレビ）
- スクール革命!（日本テレビ）
- 地球ゴージャスな夜（日本テレビ）
- ザッツ!・コサキンルーの怒んないで聞いて!! （TBS）
- はなまるマーケット （TBS）
- ワンダフル （TBS）
- Pooh! （TBS）
- 邦ちゃんのやまだかつてないテレビ （フジテレビ）
- 夢がMORI MORI （フジテレビ）
- ゲッパチ!UN アワーありがとやんした!? （フジテレビ）
- ライオンのごきげんよう （フジテレビ）
- ポンキッキーズ （フジテレビ）
- ポンキッキーズ21 （フジテレビ）
- ポンキッキ （フジテレビ）
- Beポンキッキ （BSフジ）
- beポンキッキーズ （BSフジ）
- 笑っていいとも! （フジテレビ）
- SMAP×SMAP （フジテレビ）
- ウラ関根TV （テレビ東京）
- 悠遊!オフタイム （BS朝日）
- コサキンDEラ゛ジオ゛!（BS朝日）
- コサキン道中 ぶらっぶらっぶらっ!（BSフジ）
- おとうさんといっしょ（NHK Eテレ） 脚本

### ラジオ
- 世の中面白研究所　（NHKラジオ第1）
- コサキンDEワァオ! （TBSラジオ - コサキン無理矢理100%時代より）
- スーパーギャング （TBSラジオ - 杏子、奥居香、TM NETWORK）
- ポップン・ルージュ （TBSラジオ）
- 岸谷五朗の東京RADIO CLUB （TBSラジオ）
- 恋する電リクBINGO BONGO （TBSラジオ）
- 小堺一機のサタデーウィズ （TBSラジオ）
- 関根勤のTOKYOベストヒット （ニッポン放送）
- ヤングパラダイス （ニッポン放送）
- 渡辺美奈代 恋はちょっぴり （ニッポン放送）

## CD
- コサキンコント劇場『服と犬』 （興陽館・2007年4月22日発売。舘川作のコント7本を収録）